# Róth Ferenc (labdarúgó)
Róth Ferenc (Székesfehérvár, 1978. december 24. –) magyar bajnok labdarúgó, középpályás.

## Pályafutása
1996 és 1999 között az FC Fehérvár labdarúgója volt. 2000 és 2002 között a Zalaegerszegi TE csapatában szerepelt és tagja volt a 2001–02-es bajnokcsapatnak. 2002–03-ban ismét az FC Fehérvár, 2003-ban az Újpest FC, 2004-ben a Lombard Haladás, 2004–05-ben a Lombard Pápa játékosa volt. 1996 és 2005 között 215 élvonalbeli mérkőzésen szerepelt és 34 gólt szerzett. 
2005 és 2007 között a cseh 1. FC Slovácko, 2007–08-ban a Viktoria Plzeň, 2008 és 2010 között a Bohemians labdarúgója volt. 2010-től alsóbb osztályú cseh csapatokban játszott.

## Sikerei, díjai
Zalaegerszegi TE
- Magyar bajnokság
  - bajnok: 2001–02